# Procambridgea lamington
Espèce
Procambridgea lamington est une espèce d'araignées aranéomorphes de la famille des Stiphidiidae.

## Distribution
Cette espèce est endémique du Queensland en Australie. Elle se rencontre sur le plateau Lamington et le plateau Springbrook.

## Description
La carapace du mâle holotype mesure 2,1 mm de long et son abdomen 2,0 mm de long. La carapace de la femelle paratype mesure 2,0 mm de long et son abdomen 2,7 mm de long.

## Étymologie
Son nom d'espèce lui a été donné en référence au lieu de sa découverte, le parc national de Lamington.

## Publication originale
- Davies & Lambkin, 2001 : A revision of Procambridgea Forster & Wilton, (Araneae: Amaurobioidea: Stiphidiidae). Memoirs of the Queensland Museum, vol. 46, p. 443-459 (texte intégral).